# اس‌اس موپانگ
اس‌اس موپانگ (به انگلیسی: SS Mopang) یک کشتی بود که طول آن ۱۰۲٫۳ متر (۳۳۶ فوت) بود. این کشتی در سال ۱۹۱۹ ساخته شد.